# مونتمورنسی (ایندیانا)
مونتمورنسی (به انگلیسی: Montmorenci) یک منطقهٔ مسکونی در ایالات متحده آمریکا است که در شهرستان تیپکانو، ایندیانا واقع شده‌است. مونتمورنسی ۲۱۳ متر بالاتر از سطح دریا واقع شده‌است.